# Bysina
Bysina – wieś w Polsce położona w województwie małopolskim, w powiecie myślenickim, w gminie Myślenice.
W latach 1954–1968 wieś należała i była siedzibą władz gromady Bysina, po jej zniesieniu w gromadzie Myślenice. W latach 1975–1998 miejscowość administracyjnie należała do województwa krakowskiego.

## Położenie
Wieś położona jest nad potokiem Bysinka.

## Integralne części wsi
| SIMC    | Nazwa         | Rodzaj    |
| ------- | ------------- | --------- |
| 0327497 | Babia Góra    | część wsi |
| 0327505 | Grzebieniówka | część wsi |
| 0327511 | Klępówka      | część wsi |
| 0327528 | Końcawieś     | część wsi |

## Historia
Bysina została założona w 1325 roku, gdy Władysław Łokietek podarował swojemu łowczemu Andrzejowi las koło Myślenic, nad rzeką Bysinką z obowiązkiem lokacji wsi. 
Wieś królewska położona była w drugiej połowie XVI wieku w powiecie szczyrzyckim województwa krakowskiego. Wchodziła w skład klucza myślenickiego, stanowiącego uposażenie kasztelanów krakowskich.
Wieś ma na swym terenie kaplicę zbudowaną w roku 1950 na cześć partyzantów, którzy w czasie II wojny światowej ukrywali się w tutejszych lasach. Jest najbardziej na północ wysuniętą wsią zamieszkaną przez Górali (Kliszczaków).

## Religia
Na terenie miejscowości mieści się kościół katolicki parafii pod wezwaniem Najświętszego Serca Pana Jezusa w Bysinie. Parafia posiada swoją plebanię.

## Oświata
W Bysinie znajduje się zespół placówek oświatowych, na który składają się: przedszkole oraz szkoła podstawowa. Szkoła nosi imię księcia kardynała Adama Stefana Sapiehy. Obok placówki wybudowane jest dostępne cały rok, wielofunkcyjne boisko.

## Położenie
Wieś położona jest w dolinie Bysinki, między dwoma grupami górskimi Beskidu Średniego: od pn. Dalina (566 m.) i od pd. Sularzówki ( 617 m.), przy drodze, łączącej Myślenice z Sułkowicami. Od strony wsch. zabudowania wsi niespostrzeżenie przechodzą w zabudowania myślenickiego Górnego Przedmieścia. Od zach., przy Górze Zachodniej (509 m.), Bysina graniczy z Jasienicą.